# کمیته المپیک موناکو
کمیته المپیک موناکو (فرانسوی: Comité Olympique Monégasque‎) یک سازمان ورزشی است که نماینده کشور موناکو در کمیته بین‌المللی المپیک می‌باشد.
این سازمان که در سال ۱۹۰۷ تأسیس شده مسئول آماده‌سازی و اعزام ورزشکاران به بازی‌های المپیک، بازی‌های المپیک جوانان و بازی‌های اروپایی است.